# Corsa camarghese

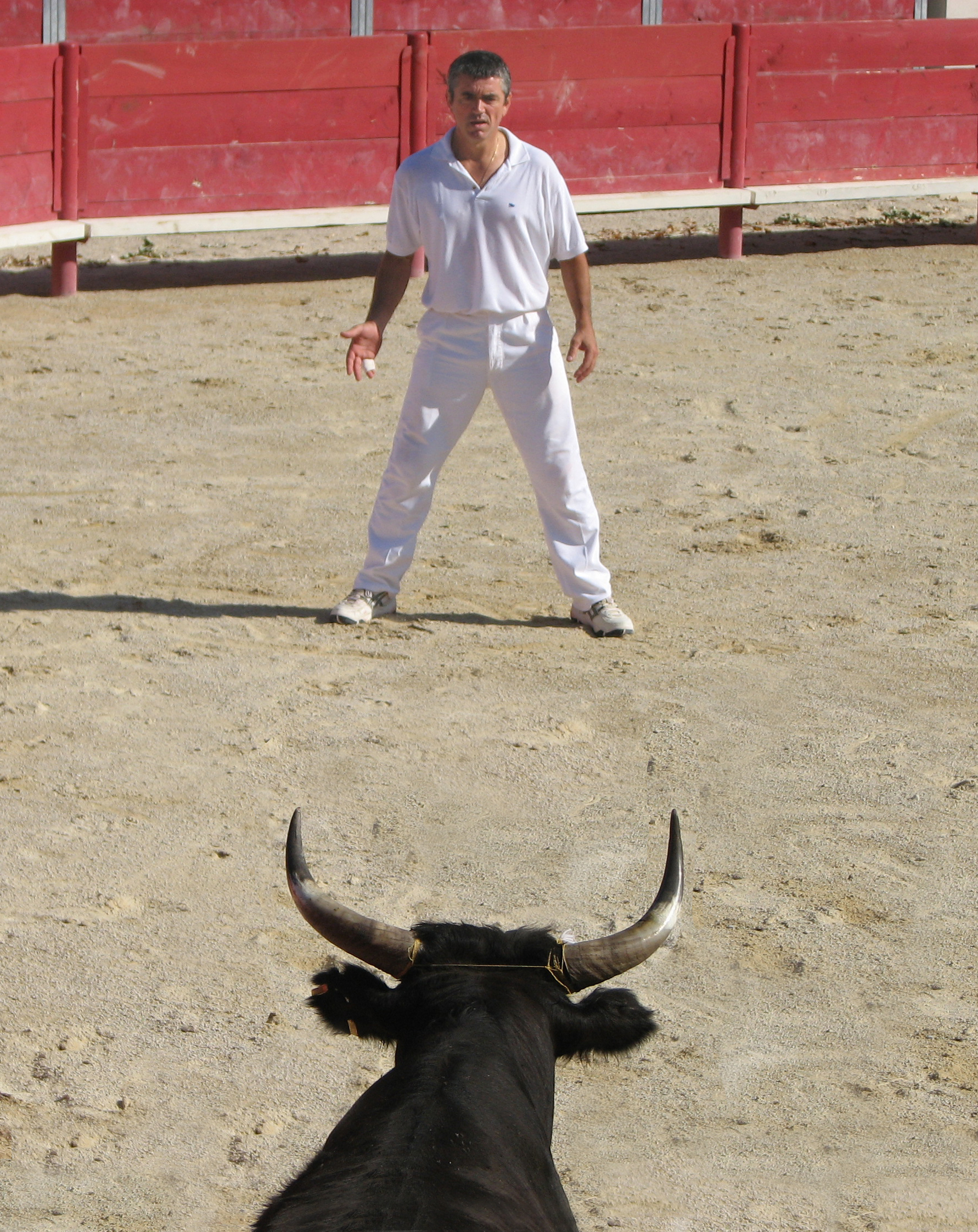
Un tourneur che tenta di distrarre un bue

La corsa camarghese (in francese: course camarguaise) o corsa della coccarda (course à la cocarde) è uno sport taurino che, a differenza della più nota corrida, non prevede l'uccisione dell'animale.
È prevalentemente praticata nel sud della Francia, in particolare nella zona della Camargue, tra le Bocche del Rodano e il dipartimento di Vaucluse. Le corse più importanti si svolgono nelle arene di Arles e nei mesi estivi nel suo anfiteatro romano.
Gli animali appartengono alla razza camarghese, superficialmente simile alla più nota razza da  combattimento spagnola ma di dimensioni notevolmente inferiori e di corporatura più agile e snella, nonché dotata di corna rivolte verso l'alto anziché in avanti.
Nonostante ci si riferisca a volte all'animale protagonista con il nome di "toro", esso è in realtà quasi sempre un bue, ovvero un maschio castrato. In occitano il bovino è infatti sempre chiamato buòu e non taure. Il bue è un protagonista importante dell'evento sportivo tanto che nei manifesti che annunciano la gara sono i nomi dei buoi ad essere inseriti e non quelli dei partecipanti come avviene invece per i toreri spagnoli. A volte in francese viene conferita all'animale, a livello di denominazione, la dignità di taureau, sebbene sia noto agli esperti che si tratta solitamente di un esemplare castrato. Esistono comunque competizioni dove i partecipanti affrontano tori non castrati o vacche.
Il 10 ottobre 1975 la course camarguaise è stata riconosciuta con questo nome ufficiale e come sport dal Segretariato di Stato per la gioventù e gli sport.

## La corsa

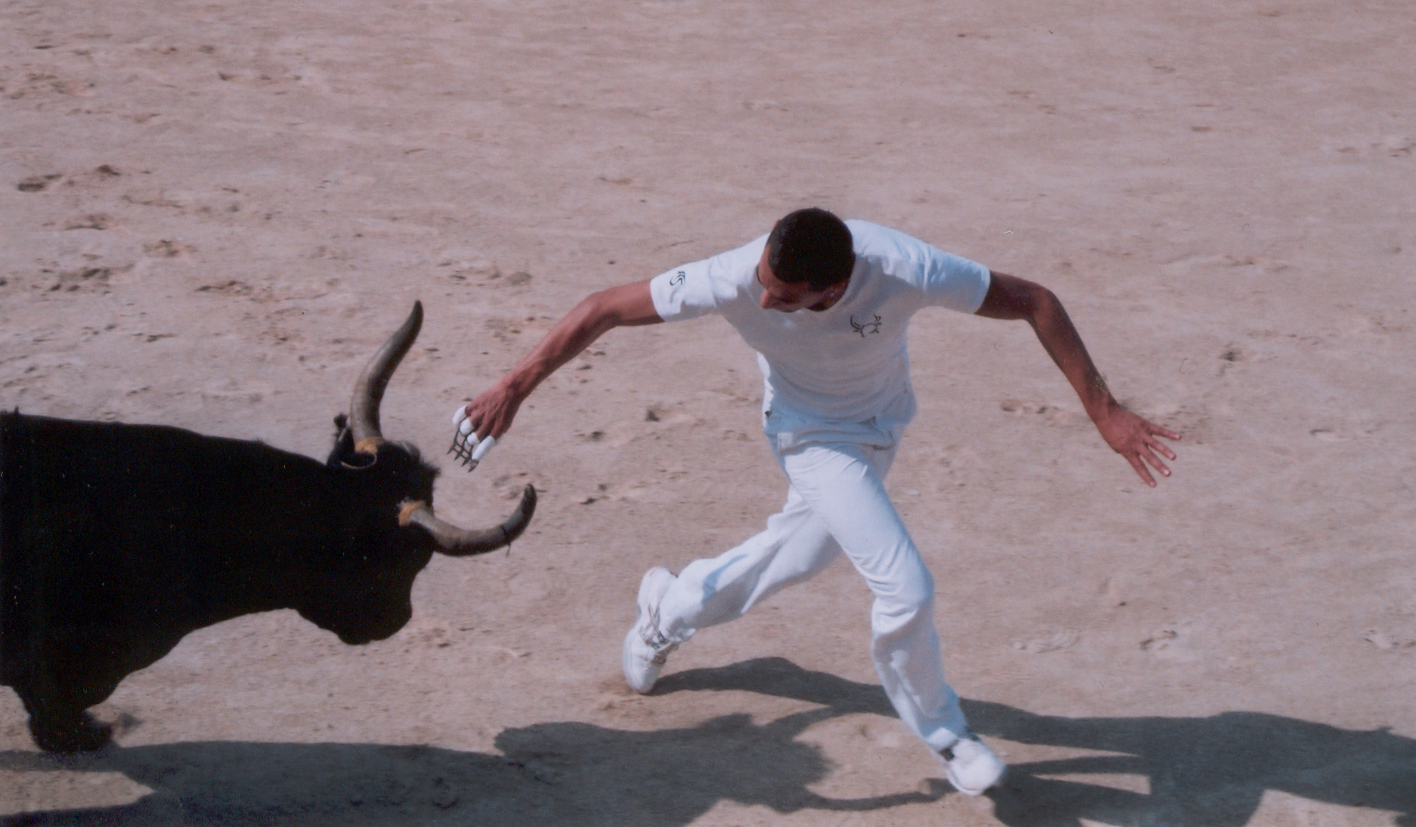
Un raseteur

Lo scopo della corsa camarghese è quello di sottrarre al bue, non a mani nude ma servendosi di uno strumento chiamato crochet, degli "attributi", come piccole coccarde e laccetti, fissati sulla testa e sulle corna dell'animale. I partecipanti al gioco sono detti raseteurs: sono tipicamente vestiti in abiti bianchi e non sono dotati né di armi, né di mantello per distrarre il bovino.
Essi, se caricati, possono sfuggire alla furia dell'animale oltrepassando le barriere di legno esterne all'arena, laddove il bue non riesce a raggiungerli. I raseteurs sono aiutati da altri partecipanti detti tourneurs, che si occupano di distrarre il bue attirandolo con il loro movimento, facilitando così il compito dei raseteurs.

## Attributi

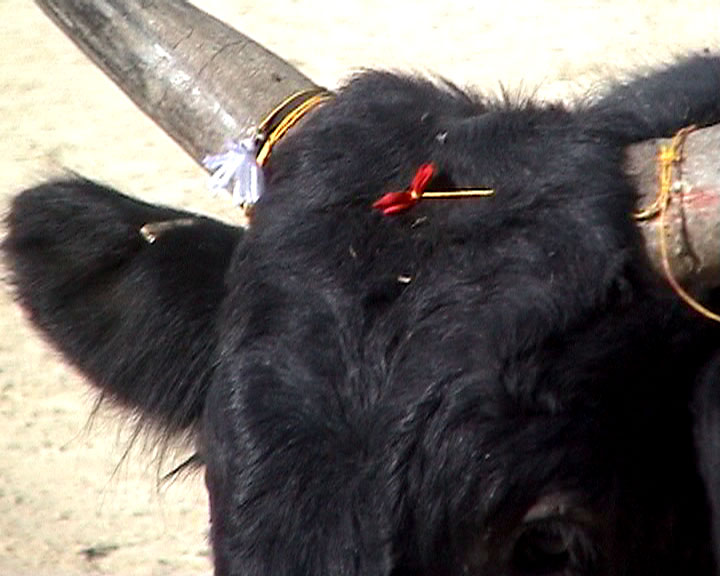
Gli attributi: cocarde, gland e ficelle.

Gli attributi sono le componenti principali della corsa camarghese. Vi sono tre tipi di attributi che devono essere presi secondo un ordine preciso::
- coccarda (cocarde): un fiocco rosso di 5-7 cm di lunghezza e 1 cm di larghezza, posto in mezzo alla fronte dell'animale mediante una molletta
- nappa (gland): pompon di lana bianca. Ne vengono legati due, uno per corno, mediante un filo ritorto svariate volte alla base di ciascun corno.
- nastro (ficelle): un nastro molto sottile che viene arrotolato attorno alle corna un numero di volte tanto maggiore quanto è elevata la competitività e il valore del bovino.

## Fasi della corsa

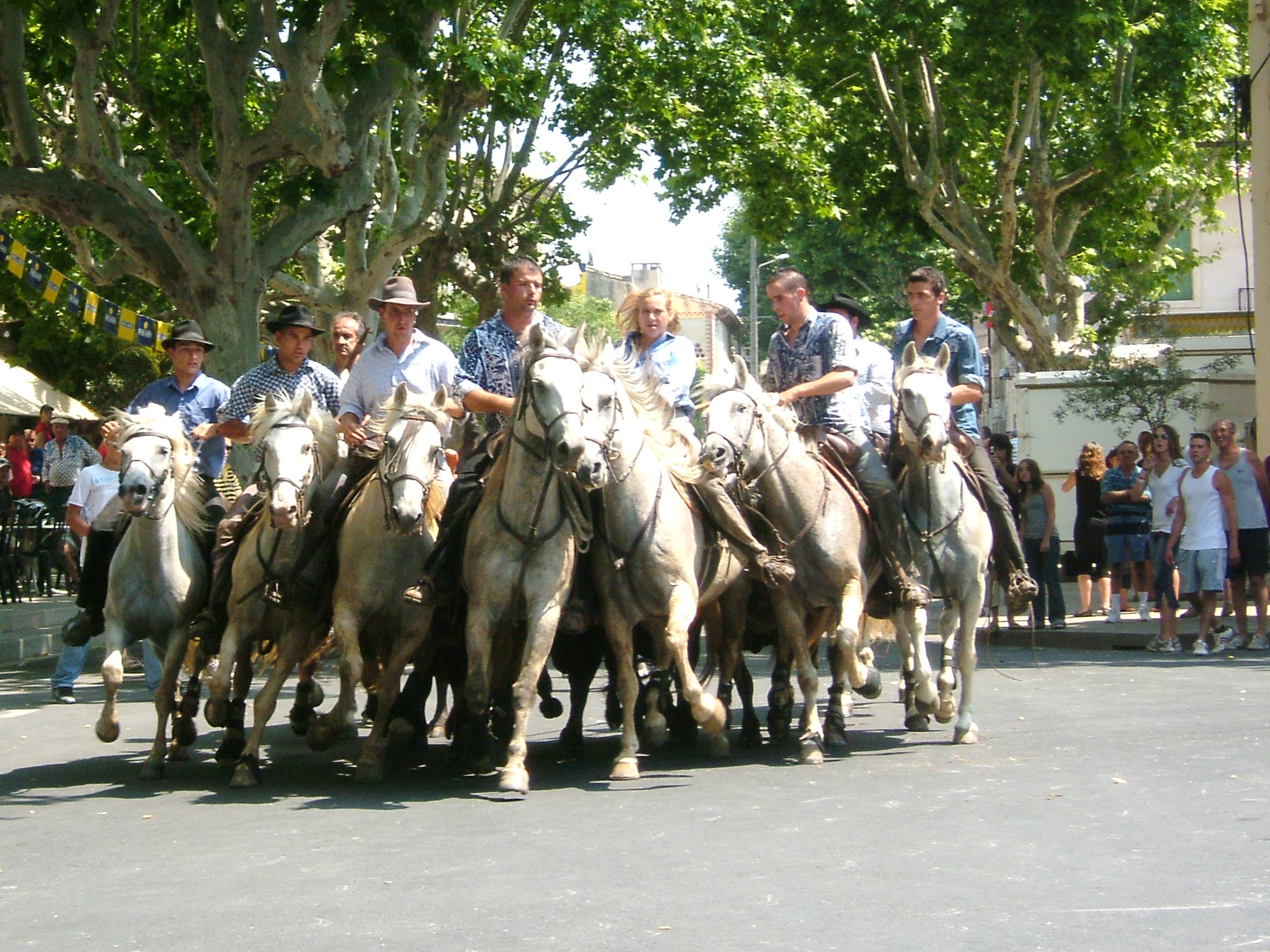
L'abrivado

1. Triage: il mattino della corsa i gardiens radunano gli animali, dopo averli tolti dal pascolo, in recinti sempre più stretti fino ad una piccola arena affiancata da un recinto chiuso dove i buoi sono spinti in un angolo da un gruppo di gardiens che li fronteggia per non farli uscire. Uno dei gardiens sceglie con molta cura e calma, per non spaventare la mandria, di solito tre esemplari.
2. Abrivado: si portano i tre animali scelti nell'arena. I cavalli, montati dai gardiens, formano uno stretto triangolo attorno ai bovini, che così non possono fuggire.
3. La corsa vera e propria comincia con il cosiddetto "capelado", che è l'equivalente del paseo della corrida. La sfilata si svolge mentre viene suonata l'ouverture della Carmen. I partecipanti sfilano allineati in due file e la sfilata termina con il saluto alla Presidenza. L'arrivo dell'animale nell'arena è annunciato da uno squillo di tromba. Dopo aver lasciato un breve periodo di tempo all'animale, chiamato cocardier, affinché si possa abituare all'arena, un secondo squillo indica l'inizio della corsa vera e propria.
Ogni cocardier viene lavorato al massimo per un quarto d'ora da un gruppo di raseteurs indipendenti gli uni dagli altri che sono assistiti dai tourneurs, che sono l'equivalente dei toreri assistenti del matador della corrida. Il numero dei protagonisti varia da una corsa all'altra, e comprende di norma da 4 a 20 persone. Tutti i protagonisti sono vestiti con pantaloni e maglia bianca. Sulla maglietta è riportato il loro nome, in nero quello di un raseteur e in rosso quello di un tourneur. I raseteurs sfidano il toro per riuscire a prendere i vari attributi attaccati alla sua testa o alle corna con l'aiuto di un gancio, correndo con le braccia parte verso di lui e schivandolo solo all'ultimo. Un raset si svolge in quattro tempi durante i quali il tourneur, che è spesso un ex raseteur, cerca di attirare l'attenzione dell'animale per fare in modo che il raseteur possa prendere un attributo. 
Ogni tipo di attributi ha un punteggio diverso e alla fine della corsa viene attribuito un punteggio ai raseteurs in base al tipo di attributi che sono stati conquistati: la coccarda vale 1 punto, la rimozione di ogni stringa 4 punti e così via. I raseteurs sono remunerati con dei premi che dipendono dagli attributi che sono riusciti a conquistare.
4. Bandido: al termine della gara i bovini, in gruppi di tre, quattro, affiancati dai cavalli per evitare deviazioni, tornano spontaneamente al pascolo.

## Le principali competizioni
Ogni anno si svolgono numerose competizioni, ma le più importanti sono: 
- la Cocarde d'or che si svolge ogni anno ad Arles dal 1928, il primo lunedì di luglio e che è considerata la più importante e la più prestigiosa manifestazione di questa disciplina;
- la Palme d'or di Beaucaire;
- la finale del Trophée des As, che si svolge alternativamente a Nîmes e ad Arles e che premia il miglior raseteur della stagione.